# جرد برنستین
جَرد برنستاین (انگلیسی: Jared Bernstein؛ زادهٔ ۱۹۵۵) عضو پیوسته ارشد در مرکز اولویت‌های بودجه و سیاست گذاری است. برنستاین از سال ۲۰۰۹ تا ۲۰۱۱، اقتصاددان ارشد و مشاور اقتصادی معاون رئیس‌جمهور جوزف بایدن در دولت اوباما بود. وی یک ترقی‌خواه و «یک مدافع شدید برای کارگران» قلمداد می‌شد.